# لويس غوتليب (مغني)
لويس غوتليب (بالإنجليزية: Louis Gottlieb)‏ هو مغني أمريكي، ولد في 10 أكتوبر 1923 في لوس أنجلوس في الولايات المتحدة، وتوفي في 11 يوليو 1996.

## وصلات خارجية
- لويس غوتليب على موقع IMDb (الإنجليزية)
- لويس غوتليب على موقع ميوزك برينز (الإنجليزية)
- لويس غوتليب على موقع ديسكوغز (الإنجليزية)
- لويس غوتليب على موقع قاعدة بيانات الفيلم (الإنجليزية)